# Inventar iz crkve sv. Roka na Kreševu Brdu
Inventar iz crkve sv. Roka, u selu Kreševu na Kreševu Brdu, u župi Radobilji. Zaštićeno je kulturno dobro.

## Opis dobra
Crkva sv. Roka na Kreševo brdu jednobrodna je građevina, pravokutnog tlocrta s pravokutnom apsidom, sa zvonikom na preslicu nad pročeljem, orijentacije istok-zapad. Inventar crkve sadrži 23 umjetnine nastale u rasponu od 16./17. do 20. st. U svetištu je neobarokni drveni polikromirani oltar radionice Rako iz Imotskog, napravljen u 19. st. Izuzetno je vrijedan mali barokni prijenosni oltarić sa skulpturnom kompozicijom Bogorodice s Djetetom u ikonografskoj shemi Gospe od Ružarija sa sv. Dominikom i sv. Katarinom Sijenskom, iz 1759. g. Od liturgijskog posuđa treba izdvojiti kalež s patenom iz 16./17. st. ciborij iz 17./18. st., zatim procesijsko raspelo i pacifikal iz 18. stoljeća, svijećnjake iz 18. st. te dva rimska misala iz 1707. i 1767. g.
Umjetničko-obrtnička drvorezbarska radionica Rako izradila je 1880. oltar sv. Roka za ovu crkvu.

## Zaštita
Pod oznakom Z-6702 zaveden je kao pokretno kulturno dobro - zbirka, pravna statusa preventivno zaštićena kulturnog dobra, klasificirano kao sakralni/religijski predmeti. Crkva je zaštićeno kulturno dobro.